# Coombs-Wahl
Die Coombs-Wahl ist ein Wahlverfahren, mit dem ein einzelner Sieger bestimmt wird. Genau wie beim Instant-Runoff-Voting erstellt jeder Wähler entsprechend seinen Präferenzen eine Rangfolge der Kandidaten. Sie ist nach ihrem Erfinder, dem amerikanischen Psychologen Clyde Hamilton Coombs (1912–1988) benannt.
Die Coombs-Wahl folgt ebenso wie das Instant-Runoff-Voting dem Prinzip, dass so lange Kandidaten eliminiert und ihre Stimmen entsprechend den Rangfolgen auf den Stimmzetteln auf die verbleibenden Kandidaten umverteilt werden, bis ein Kandidat die absolute Mehrheit erreicht. Im Unterschied zum Instant-Runoff-Voting scheidet bei der Coombs-Wahl von den verbliebenen Kandidaten allerdings nicht jener mit den wenigsten Erstpräferenzen aus, sondern jener, der am häufigsten auf den letzten Rang gewählt wurde.

## Beschreibung der Wahlmethode
Hat kein Kandidat die absolute Mehrheit unter den Erstpräferenzen erreicht, so wird der Kandidat, der am häufigsten auf den letzten Rang gewählt oder nicht mit einem Rang gekennzeichnet wurde, aus dem Rennen genommen. Die auf ihn entfallenen Stimmen werden an die Zweitpräferenzen verteilt. Analog wird der letzte Rang eines jeden Stimmzettels an die vorletzte Präferenz weitergereicht.
Hat hiernach weiterhin kein Kandidat die absolute Mehrheit erreicht, wird wiederum der verbliebene Kandidat mit den meisten Letztstimmen aus dem Rennen genommen und die auf ihn entfallenen Stimmen an die Zweitpräferenzen verteilt; ist die Zweitpräferenz bereits ausgeschieden, wird die Drittpräferenz herangezogen usw. Dieses Vorgehen wird solange fortgesetzt, bis ein Kandidat die absolute Mehrheit erreicht hat.

## Beispiel
Betrachte eine Wahl mit vier Kandidaten A, B, C und D und den folgenden Präferenzen der Wähler:
| 40 % der Bürger | 30 % der Bürger | 19 % der Bürger | 9 % der Bürger | 2 % der Bürger |
| --------------- | --------------- | --------------- | -------------- | -------------- |
| 1. C            | 1. A            | 1. A            | 1. D           | 1. B           |
| 2. D            | 2. B            | 2. D            | 2. A           | 2. A           |
| 3. B            | 3. C            | 3. C            | 3. B           | 3. D           |
| 4. A            | 4. D            | 4. B            | 4. C           | 4. C           |

Die Erststimmen und Letztstimmen der Kandidaten wären:
|          | 1. Runde    | 1. Runde     |
| -------- | ----------- | ------------ |
| Kandidat | Erststimmen | Letztstimmen |
| A        | 49 %        | 40 %         |
| B        | 2 %         | 19 %         |
| C        | 40 %        | 11 %         |
| D        | 9 %         | 30 %         |

Da kein Kandidat eine absolute Mehrheit hat, wird der Kandidat mit den meisten Letztstimmen, nämlich Kandidat A, eliminiert und seine Stimmen umverteilt:
|          | 1. Runde    | 1. Runde     | 2. Runde    | 2. Runde     |
| -------- | ----------- | ------------ | ----------- | ------------ |
| Kandidat | Erststimmen | Letztstimmen | Erststimmen | Letztstimmen |
| A        | 49 %        | 40 %         |             |              |
| B        | 2 %         | 19 %         | 32 %        | 59 %         |
| C        | 40 %        | 11 %         | 40 %        | 11 %         |
| D        | 9 %         | 30 %         | 28 %        | 30 %         |

Noch immer verfügt kein Kandidat über eine absolute Mehrheit, daher wird wiederum der Kandidat mit den meisten Letztplatzierungen gestrichen, in diesem Fall handelt es sich um Kandidat B.
|          | 1. Runde    | 1. Runde     | 2. Runde    | 2. Runde     | 3. Runde    |
| -------- | ----------- | ------------ | ----------- | ------------ | ----------- |
| Kandidat | Erststimmen | Letztstimmen | Erststimmen | Letztstimmen | Erststimmen |
| A        | 49 %        | 40 %         |             |              |             |
| B        | 2 %         | 19 %         | 32 %        | 59 %         |             |
| C        | 40 %        | 11 %         | 40 %        | 11 %         | 70 %        |
| D        | 9 %         | 30 %         | 28 %        | 30 %         | 30 %        |

Schließlich verfügt Kandidat C über eine absolute Mehrheit und geht somit als Sieger der Wahl mit Coombs-Methode hervor.

## Mängel / Charakteristika
Die Coombs-Wahl begünstigt Kompromisskandidaten gegenüber solchen, die zwar von vielen Wählern befürwortet werden (und damit unter Umständen Condorcet-Sieger sind), aber von weiten Teilen abgelehnt werden. Auch im obigen Beispiel ist das Condorcet-Kriterium verletzt:
| 40 % der Bürger | 30 % der Bürger | 19 % der Bürger | 9 % der Bürger | 2 % der Bürger |
| --------------- | --------------- | --------------- | -------------- | -------------- |
| 1. C            | 1. A            | 1. A            | 1. D           | 1. B           |
| 2. D            | 2. B            | 2. D            | 2. A           | 2. A           |
| 3. B            | 3. C            | 3. C            | 3. B           | 3. D           |
| 4. A            | 4. D            | 4. B            | 4. C           | 4. C           |

Der Condorcet-Sieger wäre A, weil dieser Kandidat von 58 % gegenüber dem Kandidaten B, von 60 % gegenüber Kandidat C und von 51 % der Stimmen gegenüber Kandidat D präferiert wird. Da Kandidat A mit 49 % Erstpräferenzen aber keine absolute Mehrheit erreicht und am häufigsten auf dem letzten Platz steht, wird Kandidat A unter Verwendung der Coombs-Wahl als erster eliminiert, obwohl er Condorcet-Sieger wäre.
Die Verletzung des Condorcet-Kriteriums kann als Mangel angesehen werden, sie kann in dieser Form (Förderung von Kompromissen) aber erwünscht sein.
Eindeutig ein Mangel ist, dass ein Lager sich einen Vorteil dadurch verschaffen kann, viele Kandidaten aufzustellen. Das ist ein umgekehrter Effekt insbesondere gegenüber einfacher Mehrheitswahl, aber auch anderen Verfahren, die auf die erste Präferenz ausgerichtet sind. Vor diesem Hintergrund ist auch die Regel zu sehen, dass mit mehr als 50 % der Erststimmen der Sieger feststeht und dieser nicht mehr ausgeschieden werden kann, auch wenn er die meisten Letztstimmen hat. Die Förderung von Kompromisskandidaten wird durch diese Regel zwar eingeschränkt, sie begrenzt aber die vorgenannte Taktik. Bei klarer Zwei-Lager-Situation ist die Taktik dadurch ausgeschlossen: Wenn alle Kandidaten des siegreichen Lagers bis auf einen ausgeschieden sind, hat dieser über 50 % erreicht. In komplexeren Situationen kann durch Aufstellen mehrerer Kandidaten aber unter Umständen der Kandidat des am meisten abgelehnten Lagers ausgeschieden werden zugunsten eines Kompromisskandidaten (wie im nachstehenden Beispiel) oder im Extremfall sogar zugunsten eines Kandidaten des eigenen Lagers.
Nachstehend gibt es 4 Kandidaten aus 3 Lagern. Wie man sieht, gehören C und D zu einem Lager (sie stehen in der Rangfolge immer direkt nacheinander). B wird von beiden anderen Lagern mehrheitlich an zweiter Stelle platziert, kann also als Kompromisskandidat angesehen werden.
| 30 % der Bürger | 15 % der Bürger | 8 % der Bürger | 13 % der Bürger | 15 % der Bürger | 19 % der Bürger |
| --------------- | --------------- | -------------- | --------------- | --------------- | --------------- |
| 1. A            | 1. A            | 1. B           | 1. B            | 1. C            | 1. D            |
| 2. B            | 2. C            | 2. A           | 2. D            | 2. D            | 2. C            |
| 3. D            | 3. D            | 3. C           | 3. C            | 3. A            | 3. B            |
| 4. C            | 4. B            | 4. D           | 4. A            | 4. B            | 4. A            |

Anmerkung: Die erste Spalte könnte man so aufteilen, dass 20 Prozentpunkte die Rangfolge A – B – C – D wählen. Da die übrigen Spalten zeigen, dass C eher A und D eher B nahesteht, wäre das ein realistischeres Szenario. Die Ergebnisse, in welcher Reihenfolge die Kandidaten ausgeschieden werden, sind dieselben; deshalb wird zur Vereinfachung der Darstellung auf diese Aufteilung verzichtet.
Die Auswertung ergibt:
|          | 1. Runde    | 1. Runde     | 2. Runde    | 2. Runde     | (3. Runde)  |
| -------- | ----------- | ------------ | ----------- | ------------ | ----------- |
| Kandidat | Erststimmen | Letztstimmen | Erststimmen | Letztstimmen | Erststimmen |
| A        | 45 %        | 32 %         |             |              |             |
| B        | 21 %        | 30 %         | 51 %        | 49 %         |             |
| C        | 15 %        | 30 %         | 30 %        | 43 %         | 38 %        |
| D        | 19 %        | 8 %          | 19 %        | 8 %          | 62 %        |

B gewinnt. Wäre das Lager C/D mit nur einem Kandidaten angetreten, wäre dieser zuerst ausgeschieden und A (der Condorcet-Sieger) hätte gewonnen.
Ohne die 50%-Regel würde B ausscheiden und D gewinnen, obwohl D zum Lager mit insgesamt den meisten Letztstimmen gehört und das Lager auch bei den Erststimmen keine relative Mehrheit erreicht hat. Leichte Stimmenverschiebungen können dazu führen, dass B die 50 % nicht erreicht und D tatsächlich gewinnt. Bei noch weiterer Verschiebung würde aber A gewinnen. Bei nur zwei Lagern zeigt sich der Sinn der 50%-Regel ebenfalls: Wenn B nicht antritt, bekommt der nach gesundem Menschenverstand zu erwartende Sieger A eine absolute Mehrheit der Erststimmen (53 %), aber auch die meisten Letztstimmen (47 %).